# 阿列克谢·别斯帕利科夫
阿列克谢·阿基莫维奇·别斯帕利科夫（俄语：Алексей Акимович Беспаликов，1948年3月27日—2021年4月30日），俄罗斯政治人物。

## 生平
1948年出生于新西伯利亚的一个工人阶级家庭。1967年毕业于新西伯利亚无线电技术学校。1973年毕业于新西伯利亚电子科技学院。1992年后，历任新西伯利亚市长办公室副主任、副市长，新西伯利亚州副州长、第一副州长等职。
2005年至2010年，担任新西伯利亚州立法会议主席。2010年至2014年，担任俄罗斯联邦委员会议员。2021年4月30日逝世。